# Estação Strasbourg - Saint-Denis
Strasbourg - Saint-Denis é uma estação das linhas 4, 8 e 9 do Metrô de Paris, localizada no limite do 2.º, do 3.º e do 10.º arrondissements de Paris.

## Localização
A estação da linha 4 está situada sob o boulevard de Strasbourg enquanto que as estações das linhas 8 e 9 estão situadas sob o boulevard de Bonne-Nouvelle. Estas duas últimas linhas cruzam a linha 4 perpendicularmente e por baixo.

## História
A estação foi aberta em 21 de abril de 1908. Ela então levava o nome de Boulevard Saint-Denis e era servida pela linha 4.

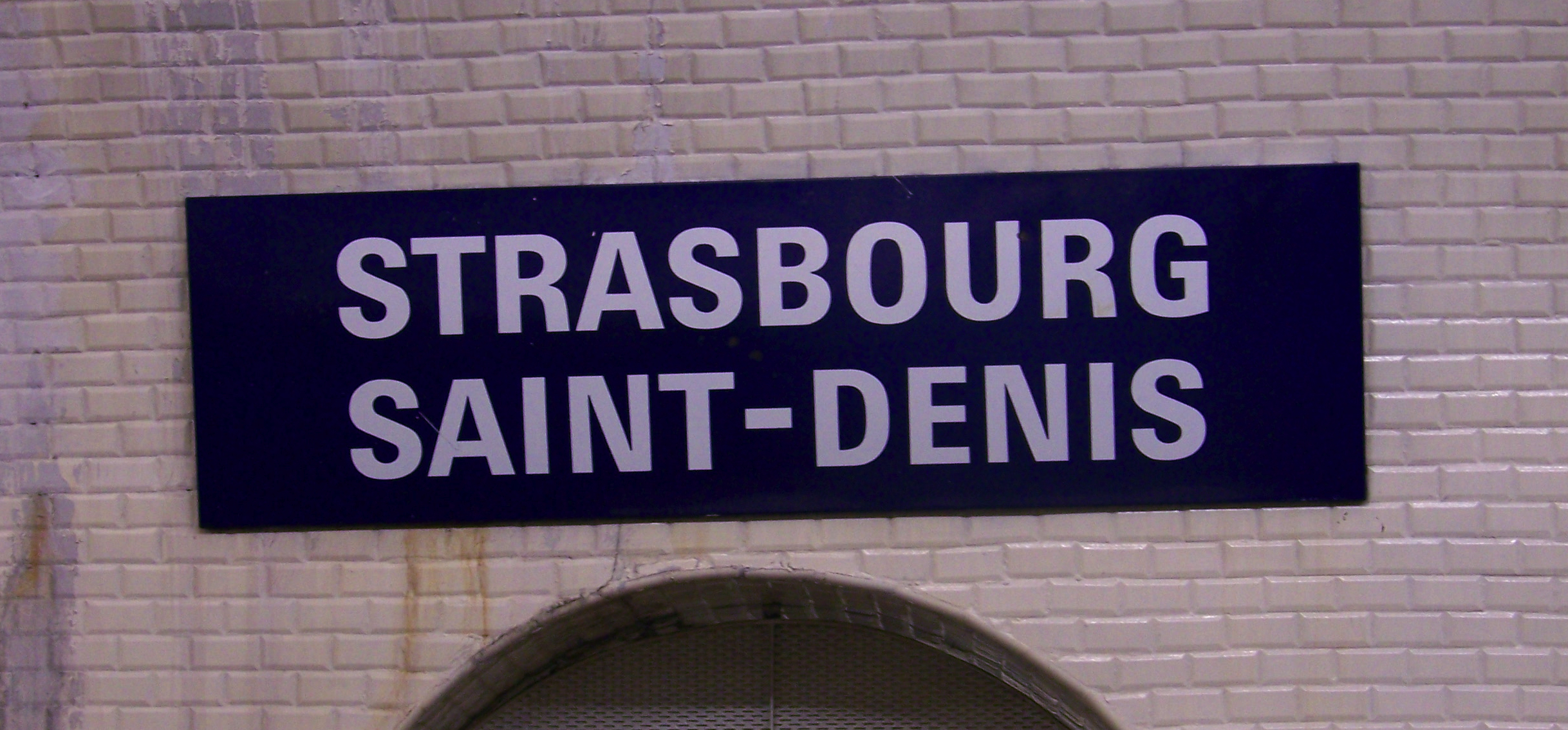
Placa da estação

O termo "Saint-Denis" é uma referência a são Dinis, apóstolo das Gálias e primeiro bispo de Paris, que deu seu nome à cidade de Saint-Denis e à sua abadia. A rue Saint-Denis em Paris, situada nas imediações da estação, estende-se desde a rue de Rivoli para o sul até a porte Saint-Denis, construída em memória dos triunfos de Luís XIV na Holanda e na Alemanha. Ela foi a estrada de ligação entre Paris e Saint-Denis.
Em 5 de maio de 1931, a estação levou o seu nome atual, por ocasião da extensão da linha 8 de Richelieu - Drouot para Porte de Charenton, servindo a estação. O acesso foram alterados. Em 10 de dezembro de 1933, a extensão da linha 9 (de Richelieu - Drouot a Porte de Montreuil) entra em serviço e serve então também a estação.
Em 13 de agosto de 1941, uma manifestação anti-nazista ocorreu na estação de metrô Strasbourg - Saint-Denis. Em 19 de agosto de 1941, Samuel Tyszelman e Henri Gautherot, dois jovens militantes comunistas que participaram da manifestação foram fuzilados na floresta de Verrières.
Em 2011, 7 346 063 passageiros entraram nesta estação. Ela viu entrar 9 751 180 passageiros em 2013, o que a coloca na 18ª posição das estações de metrô por sua frequência.

## Serviços aos Passageiros

### Acessos
A estação comporta sete acessos:
- 8, Boulevard Saint-Denis;
- 9, Boulevard Saint-Denis;
- 13, Boulevard Saint-Denis;
- 18, Boulevard Saint-Denis;
- 19, Boulevard Saint-Denis;
- 28, Boulevard Saint-Denis;
- 10, Boulevard Bonne Nouvelle.

### Plataformas

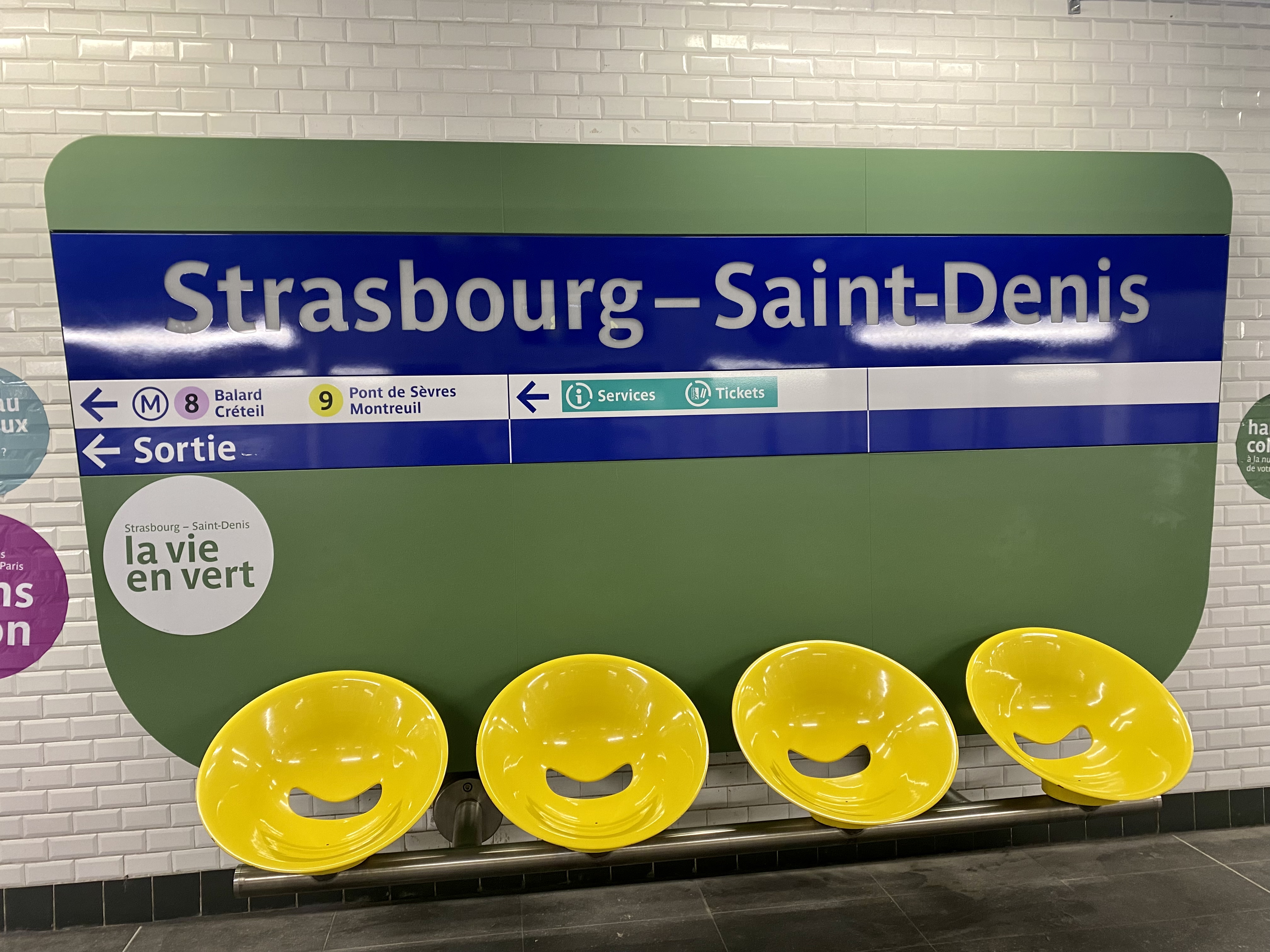
Placa esmaltada da linha 4 em 2022.

As plataformas da linha 4 são de configuração padrão: duas plataformas laterais, elas são separados por vias situadas ao centro. O teto é uma estrutura metálica onde as vigas são apoiadas pelos pés-direitos verticais. As plataformas são decoradas no estilo "Andreu-Motte" com duas rampas luminosas azuis e os assentos "Motte" azuis. O azul também é aplicado nas vigas metálicas. Os pés-direitos e os tímpanos são equipados com telhas planas brancas colocadas verticalmente e alinhadas. Os quadros publicitários são metálicos e o nome da estação é em fonte Parisine em placa esmaltada.

### Intermodalidade
A estação é servida pelas linhas 20, 38, 39 e 47 da rede de ônibus RATP e, à noite, pelas linhas N13 e N14 rede de ônibus Noctilien.

## Pontos turísticos
- Porte Saint-Denis
- Porte Saint-Martin
- Théâtre de la Porte-Saint-Martin

## Galeria de fotografias

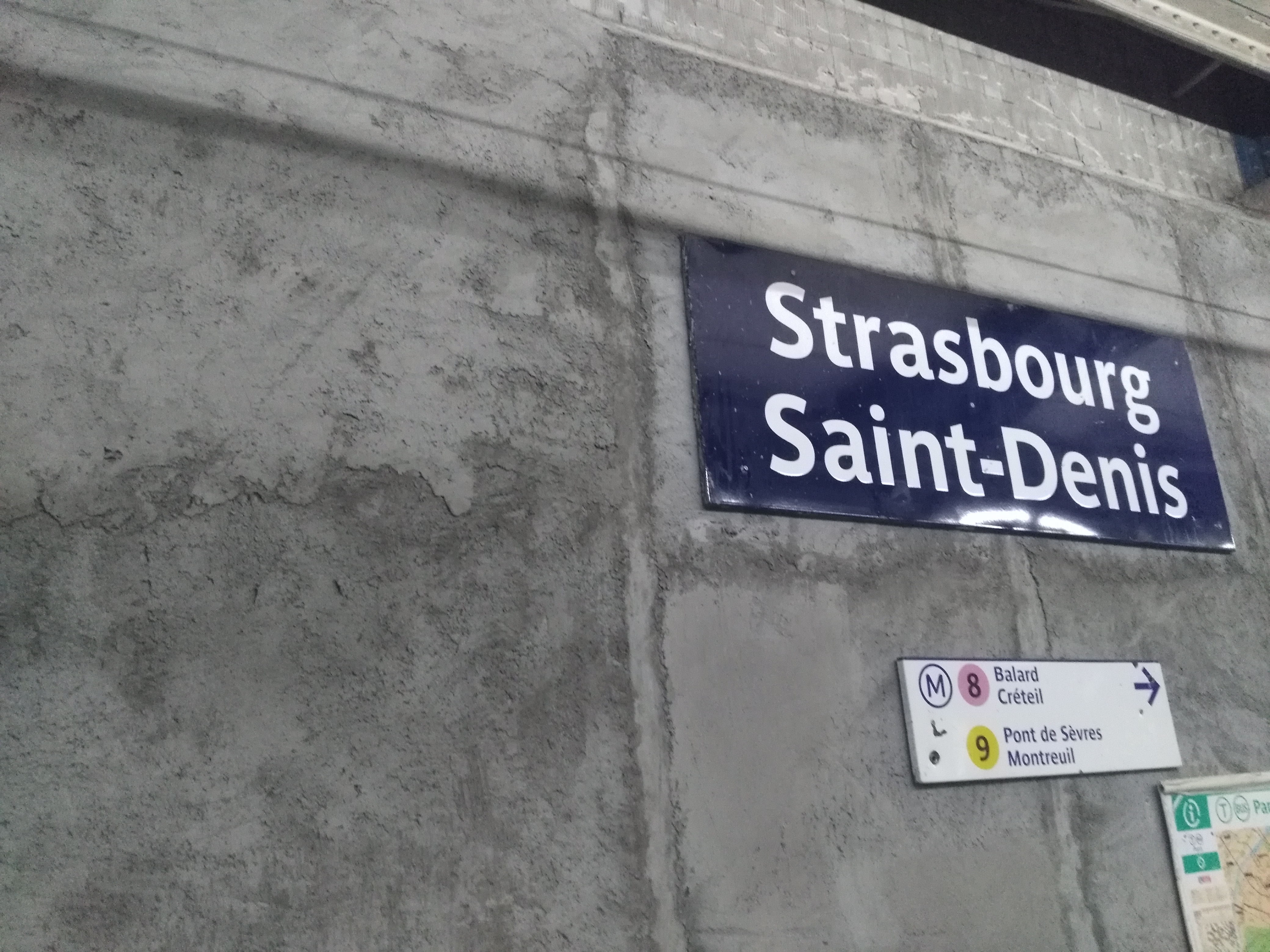
Uma placa nominativa da plataforma da linha 4, então em construção, em agosto de 2018.
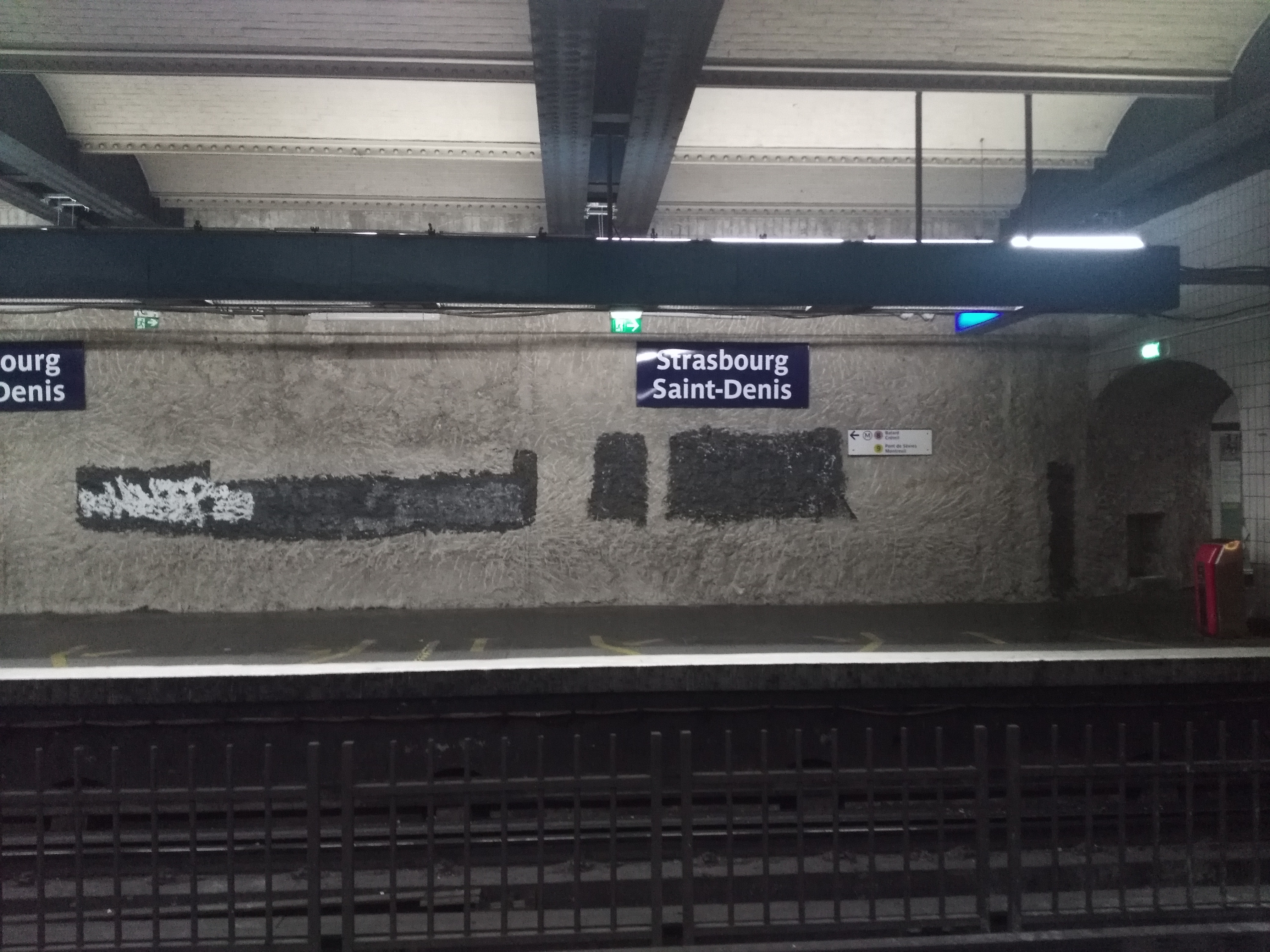
Plataforma da linha 4, em renovação, em agosto de 2018, antes da instalação das portas de plataforma.

## Cultura
Strasbourg - Saint-Denis é também o terceiro título do álbum Earfood do trompetista de jazz americano Roy Hargrove. Foi uma forma de ele celebrar o bairro de Strasbourg-Saint-Denis.